# Język bolango
Język bolango, także: atinggola-bolango, bulanga-uki, diu, bolaung uki – język austronezyjski używany w prowincjach Gorontalo i Celebes Północny w Indonezji. Według danych z 1986 roku posługuje się nim 23 tys. osób. 
Bolango (bulanga, bolaang, uki) i atinggola (andagile, attingola, diu, kattinggola) to nazwy dwóch dialektów (blisko spokrewnionych, lecz oddalonych od siebie geograficznie). Atinggola ma 16 tys. użytkowników, a bolango 7 tys. (według szacunków z 1986). Dialekt bolango jest używany na południowym wybrzeżu półwyspu Minahasa (w pobliżu zatoki Tomini), w rejonie miasta Molibagu (Celebes Północny). Dialektem atinggola, który bywa opisywany jako odrębny język, posługuje się grupa na północnym wybrzeżu (północno-wschodni fragment prowincji Gorontalo i okolice). Trzecia lokalizacja to wieś Sauk (na północ od Molibagu i na wschód od terytorium Atinggola; przy niewielkiej zatoce zwanej niegdyś Bolaang Uki, prowincja Celebes Północny).
Jest zagrożony wymarciem. W XX wieku zanikał pod presją spokrewnionego języka gorontalo, który dominuje w regionie. Na okolicznych terenach prowincji Celebes Północny większościowym językiem regionalnym jest mongondow. W latach 90. XX w. odnotowano redukcję przekazu międzypokoleniowego i wzrost roli języka indonezyjskiego, na niekorzyść żywotności rodzimego języka (zwłaszcza na terytorium dialektu bolango). Pod koniec XX wieku dialekt atinggola wciąż był szeroko używany, ale pod wpływem edukacji wzrastała rola języka narodowego. W użyciu jest także malajski miasta Manado (regionalna lingua franca).
W literaturze indonezyjskiej poszczególne dialekty są rozpatrywane oddzielnie. Został opisany w postaci opracowań gramatycznych (Dialek Atinggola, 1976/1977; Morfologi dan sintaksis dialek Diu, 1983; Struktur bahasa Atinggola, 1983; Morfologi dialek Uki, 1988) i słowników (Kamus bahasa Atinggola-Indonesia, 1985; Kamus bahasa Indonesia-Bolango, 2020; Kamus Atinggola, 2020).